# Pedro e il capitano

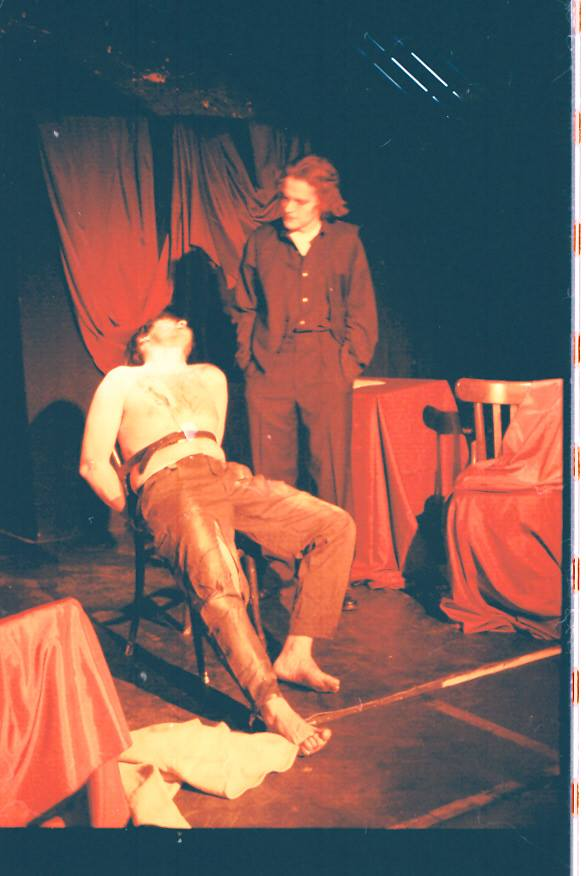
Andrea de Manincor e Edoardo Ferrario in scena al Teatro Spazio Studio di Milano nel 1996

Pedro e il capitano (titolo originale Pedro y el Capitán) è un dramma scritto da Mario Benedetti nel 1979.
L'opera è divisa in quattro parti e si compone di un dialogo tra il capitano, un ufficiale ligio al regime, e Pedro, una vittima della persecuzione in America Latina durante le dittature militari nel corso dei decenni del 1970-1980.
È pubblicato in Italia dalla Biblioteca Franco Serantini ed è stato rappresentato per la prima volta a Verona nel 1995, interpretato da Andrea De Manincor (che ne ha curato anche la regia) e Edoardo Ferrario (che l'ha prodotto per Il Circolo Keaton).
Al dramma è dedicato un brano dal titolo omonimo del gruppo italiano Los Fastidios.